# گورنگه ندییتسه
گورنگه ندییتسه (به صربی: Gornje Nedeljice) یک منطقهٔ مسکونی در صربستان است که در لوزنیسا واقع شده‌است. گورنگه ندییتسه ۶۹۹ نفر جمعیت دارد.